# Convention de Keswick
La Convention de Keswick est une réunion annuelle chrétienne évangélique sur la vie chrétienne approfondie, qui se tient à Keswick dans le comté de Cumbria en Angleterre depuis 1875.

## Historique

### Les débuts
La première Convention de Keswick s’est tenue en 1875 pour réunir les sympathisants britanniques du Mouvement pour une vie supérieure à l’initiative de deux ecclésiastiques, un anglican, le chanoine T. D. Harford-Battersby, et un quaker, Robert Wilson. Cette première convention se tint sous une tente, montée sur les pelouses de la cure St John à Keswick ; elle commença par une réunion de prière le lundi 28 juin au soir et se poursuivit jusqu’au vendredi matin, avec plus de 400 participants. La bannière déployée à cette occasion portait les mots "Tous unis dans le Christ Jésus" ("All One in Christ Jesus"), qui sont restés la devise de la convention jusqu’à ce jour.
Parmi les premiers et plus notables orateurs de la convention, on relève les noms de pasteurs anglicans tels que J. W. Webb-Peploe, Evan Henry Hopkins, E. W. Moore ou Handley Moule, le pasteur réformé sud-africain Andrew Murray et le baptiste Frederick Brotherton Meyer. Le fondateur de la Mission à l'Intérieur de la Chine (China Inland Mission), Hudson Taylor, y prit également la parole, suscitant chez Amy Carmichael une vocation missionnaire pour la vie.

### Influences marquantes de la Convention de Keswick
Lors de la convention de 1903, Barclay Fowell Buxton (en) et Paget Wilkes (en) fondèrent une association missionnaire dédiée au Japon, le Japan Evangelistic Band (en). La convention marqua aussi l’homme d’affaires écossais John George Govan (en), qui fonda ensuite The Faith Mission (en) en Écosse. 

En 1908, le pasteur luthérien américain Frank Buchman, venu à Keswick dans l’espoir (qui fut déçu) de rencontrer F.B. Meyer, entendit un sermon de Jessie Penn-Lewis qui le transforma et le conduisit à une expérience marquante de réconciliation. À la suite de cela, il diffusa tout au long de sa vie une méthode de changement personnel au sein des Groupes d’Oxford puis du mouvement du Réarmement moral (à partir de 1938), ces idées étant reprises sous une forme entièrement laïque aujourd’hui par Initiatives et Changement. 

Stephen Olford invita Billy Graham à la Convention de Keswick en 1946. Ce dernier en parle élogieusement dans son autobiographie, Just As I Am, affirmant que son expérience à Keswick avait été « une deuxième bénédiction ».

### Transformations au cours du temps
Lors du congrès 1965, le révérend John Stott dirigea les lectures bibliques de la convention. Son commentaire de l'épître de Paul aux Romains, chapitres 5 à 8, plus particulièrement du passage du chapitre 6 consacré à la "mort au péché", est considéré comme un tournant important dans l'enseignement récent de Keswick, en nette évolution par rapport à l'approche adoptée jusque-là dans la compréhension de ce passage biblique essentiel par les prédicateurs de la Convention de Keswick. Dans leur ouvrage historique récent, Price et Randall estiment que "pendant les trente années suivantes, pratiquement plus aucun prédicateur de Keswick ne revint vers la position traditionnelle de Keswick sur Romains 6."

En 1969, la convention passa de une à deux semaines, prenant la forme d’une « Convention de vacances » ("Holiday Convention") laissant davantage de temps au participants pour découvrir la région, très touristique, du Lake District. 

En 1975 le centenaire de la convention fut célébré avec la participation de Billy Graham qui parla devant 15 000 personnes réunies dans un parc de la ville, Crow Park, sur la rive du lac de Derwentwater.

En 1987, un nouveau bâtiment destiné à la convention fut ouvert à Keswick. Il est complété par la tente traditionnellement montée lors de chaque convention de Keswick.

Le conseil de la Fondation de Keswick acquit en outre en 1997 un deuxième bâtiment situé à proximité pour y installer les activités jeunesse de la Convention.

### La convention de Keswick auXXIesiècle
En janvier 2000, le conseil de la Fondation de Keswick publia une déclaration précisant son positionnement à l’aube du XXIe siècle et contenant les objectifs suivants :
- la seigneurie du Christ dans la vie personnelle et sociale
- la transformation de la vie grâce à la plénitude de l’Esprit saint
- l’évangélisation et la mission dans les Iles britanniques et dans le monde entier
- la qualité de disciple et la formation chrétienne pour tous les âges
- la démonstration de l’unité chrétienne évangélique, en particulier au travers d’une collaboration soutenue de Keswick avec toutes les « tribus évangéliques »

En 2001, pour répondre à la demande provenant notamment des familles et des jeunes, une troisième semaine fut ajoutée. 

En 2003, Keswick Ministries fut fondée afin de porter les enseignements bibliques et autres de Keswick vers un public plus large à la fois nationalement et internationalement, pendant toute l’année, à l’aide de tous les médias disponibles.

## Fonctionnement actuel

### Organisation
La Convention de Keswick est gérée par « Keswick ministries », nom que s’est donné la Fondation de la Convention de Keswick. Cette ONG a pour but de promouvoir l'enseignement biblique à la convention annuelle avec comme finalité d'encourager des modes de vie sanctifiés et bibliques. Les membres du Conseil de la fondation proviennent de diverses organisations et confessions chrétiennes essentiellement évangéliques, mais chacun à titre personnel et non comme représentant ou délégué de ces organisations. Le Conseil emploie un directeur des opérations à temps plein et un petit nombre de salariés, basés au Centre des conventions. Au cours des semaines de convention, il est fait largement appel à des équipes de volontaires pour constituer les différentes équipes de soutien logistique.

En 2013, le Conseil de la Fondation de Keswick a décidé de créer un nouveau poste de Directeur général (CEO) chargé du développement de la Convention, du travail plus général de « Keswick Ministries », de l’optimisation de l’utilisation des deux sites de la Convention et des partenariats stratégiques. Un ancien président du Conseil de la Fondation, Jonathan Lamb, fut nommé le 5 mai 2014 comme premier Directeur général et aumônier itinérant de la Convention de Keswick.

### Format des conventions
Au XXIe siècle, la convention annuelle est toujours organisée autour d’une grande tente érigée à cet effet sur une aire en béton avec des équipements audio-visuels utilisés pour la louange et l'enseignement. On y pénètre en passant par le bâtiment du Centre des conventions: un étroit bloc de deux étages contenant des bureaux, une petite boutique, etc. qui fait face au site sur Skiddaw Street. En outre, les événements (y compris les principales activités de la jeunesse) ont lieu autour de Keswick principalement dans d'autres lieux de la convention, notamment lee centre secondaire de la convention à Rawnsley, mais aussi dans les églises et les salles de réunion locale. La participation globale au cours des trois semaines en 2010 était de 12 000 personnes.

La convention comprend trois semaines consécutives en juillet et se termine le premier vendredi d’août. Chaque semaine a sa propre équipe de présentateurs, d’orateurs et de musiciens, mais le thème de l’été est partagé par tous. Chaque semaine commence par la séance d'ouverture le samedi soir et se termine par la communion et le service de célébration le vendredi soir. Une caractéristique majeure de chaque journée est la lecture biblique du matin qui consiste en une série d’exposés généralement centrés sur un seul livre de la Bible, donnée par le conférencier principal de cette semaine. Chaque semaine, couvre une partie différente de la Bible. D'autres conférenciers invités couvrent des sujets connexes dans les réunions du soir, des séminaires et des réunions café librairie. Aucuns frais d’inscription ou d’admission ne sont exigés par les organisateurs des Conventions de Keswick mais il est fait appel aux dons des participants pour couvrir les frais. Les participants de la convention trouvent à se loger dans les hôtels, bed and breafasts, locations, campings et camps de caravanes des environs. Le site de camping de Crosthwaite est une filiale de la Fondation des conventions de Keswick.

### Media et publications
Toutes les réunions tenues dans la tente principale sont enregistrées en vidéo et en audio. Un CD contenant une compilation de la louange et l'adoration de l'année est publié chaque automne. Les conférences et exposés de la Convention Keswick sont diffusés chaque semaine sur une station de radio chrétienne, Trans World Radio, dans le cadre du « Programme Keswick » présenté par Trevor Newman.
La convention publie, en décembre, un Year Book au format de poche donnant une sélection de l'enseignement tirée des événements de l’année. D'autres livres sont également publiés tout au long de l'année, avec des conférenciers de Keswick ou des sujets traités à Keswick.

BBC Radio 4 a diffusé de la Convention dans le cadre de son programme  Sunday Worship  à plusieurs reprises au cours des dernières années.

### Programmes jeunesse et enfance
Keswick Youth est un programme parallèle au sein de l'événement principal, offrant une gamme d'activités d'enseignement biblique pour les 11-18 ans  Il y a aussi un programme pour les enfants au cours de chaque semaine de la Convention.
 Root 66  délivre toute l'année de la formation pour la pastorale des jeunes et enfants dans les églises au niveau local dans tout le Royaume-Uni, sous l’égide de « Keswick Ministries ».

### Autres événements
La Convention de Keswick accueille deux "semaines de la Bible" (au printemps et à l'automne) et d'autres événements tout au long de l'année. Une vingtaine d’événements "de style Keswick" se déroulent sur l'année dans différentes villes du Royaume-Uni. La convention a également des liens étroits avec Word Alive (en) qui a lieu au printemps au Pays de Galles.

## Le "projet Derwent"
En mai 2015, Keswick Ministries a annoncé qu’une ancienne usine de Keswick allait être achetée par la Fondation de Keswick pour devenir la nouvelle base pour la convention. Le nouveau site est proche du deuxième site actuel de la convention et permettra de regrouper les activités de manière plus pratique et flexible. Le lancement de ce « Projet Derwent » a été l’un des sujets discutés lors de la Convention 2015. Le projet vise à recueillir 5 millions de livres au cours des trois prochaines années. Ces fonds sont destinés à couvrir les coûts d'acquisition du nouveau site, la démolition des bâtiments abandonnés, l'amélioration de l'accès à pied et en voiture et l'aménagement paysager des sites combinés pour les préparer pour une Convention d'été élargie et intégrée en 2017.

## Sources
- Charles Price & Ian Randall, Transforming Keswick, OM Publishing, Carlisle, Cumbria, 2000,  (ISBN 9781850783503)